# シャロン・デン・アデル
シャロン・デン・アデル（Sharon Janny den Adel、1974年7月12日-）は、オランダ出身の女性歌手、シンガーソングライター。
シンフォニックメタル・バンド「ウィズイン・テンプテーション」のリード・シンガーとして知られている。

## ウィズイン・テンプテーション

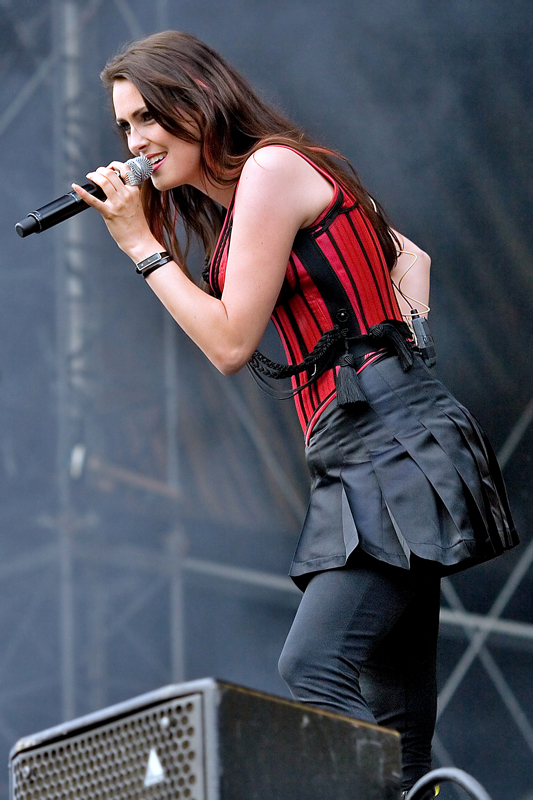
フランス公演 (2008年)

13歳の頃から、Kashiroというブルースロックバンドなどの様々なバンドに所属し、1996年にボーイフレンドでギタリストのロバート・ウェスターホルトと共に、ウィズイン・テンプテーションの創設メンバーの一員となった。
彼女は、バンドの仕事を『叙情と映像』と定義している。公式のボーカルトレーニングを受けたことはないが、彼女のボーカルはバンドのサウンドにおいて、主要な役割を果たしている。
ウィズイン・テンプテーションが有名になる前、シャロンはファッション会社で働いていた。シングル「Ice Queen」がヒットしてバンドが成功すると、シャロンは会社を辞め、音楽に集中するようになった。彼女は自分のファッションの経験を、自身のステージ衣装やバンドのグッズのデザインに活かしている。

## 客演
シャロンは、アーミン・ヴァン・ビューレン、アフター・フォーエヴァー、ハイデローゼズ、ディレインなど幾つかの有名なバンドでも、ステージでの演奏やスタジオでの収録に参加している。
トビアス・サメットのバンド・Avantasiaでは、「Anna Held」を歌った。またエイリオンのロックオペラ『Into the Electric Castle』ではインディアンの役を歌った。ティモ・トルキの曲「Are You The One?」、ディレインのアルバム『ルシディティ』収録曲「No Compliance」、アーミン・ヴァン・ビューレンのアルバム『Imagine』収録曲「In And Out Of Love」などで、共作やボーカルを務めた。

## 私生活

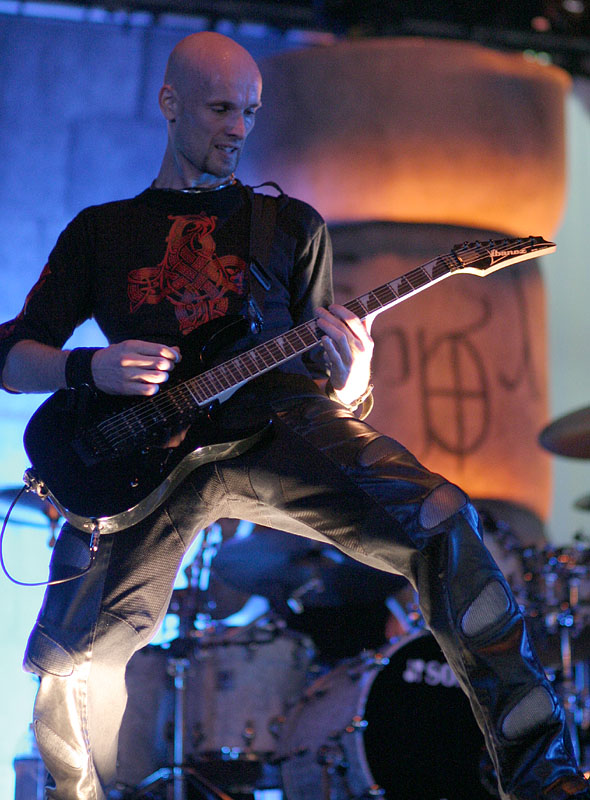
夫 ロバート・ウェスターホルト

自身と長年のパートナーであるロバート・ウェスターホルトの間には、2005年12月7日に生まれた娘"エヴァ・ルナ"がいる。バンドの『ザ・サイレント・フォース』ツアーの時に妊娠していた。彼女らは現在、オランダのヒルフェルスムに住んでおり、2匹の猫ハプロとロラを飼っている。
2009年2月、シャロンは2人目の子を身籠っていることを公表。2009年6月1日にバンドのウェブサイトで、"ロビン・エイデン・ウェスターホルト"が生まれたことを伝えた。通称をエイデンと呼ばれ、32週間と6日間の早産であった。
2011年3月30日には3人目の子を出産。"ローガン・アーウィン・ウェスターホルト"と名付けられた。

## ディスコグラフィー

### ゲスト参加
- Embrace (Voyage, 1996) "Frozen"
- Bash (Silicon Head, 1997) "Hear"
- Into the Electric Castle (Ayreon, 1998) "Isis & Osiris", "Amazing Flight", "The Decision Tree", "Tunnel of Light", "The Garden of Emotions", "Cosmic Fusion", "Another Time, Another Space"
- Schizo (De Heideroosjes, 1999) "Regular Day in Bosnia"
- Prison of Desire (After Forever, 2000) "Beyond Me"
- The Metal Opera (Avantasia, 2000) "Farewell"
- Inside (Orphanage, 2000) "Behold"
- Architecture of the Imagination (Paralysis, 2000) "Fly", "Architecture of the Imagination"
- Fast Forward (De Heideroosjes, 2001) "Last Call to Humanity"
- Fooly Dressed (Aemen, 2002) "Time", "Waltz"
- The Metal Opera Part II (Avantasia, 2002) "Into the Unknown"
- Hymn to Life (Timo Tolkki, 2002) "Are You the One?"
- Lucidity (Delain, 2006) "No Compliance"
- "Crucify" (De Laatste Show-band, Tori Amos cover live)
- Imagine (Armin van Buuren, 2008) "In and Out of Love"
- The Metal Opera: Pt 1 & 2 - Gold Edition (Avantasia, 2008) "Farewell", "Into the Unknown"
- Pure Air (Agua de Annique, 2009) "Somewhere" (Duet)
- Night of the Proms 2009 (John Miles, Katona Twins, Sharon den Adel) "Stairway to Heaven"
- Truth Or Dare (Oomph!, 2010) "Land Ahead"